# 巴朗 (沃州)
巴朗（法語：Ballens）是瑞士联邦西部法语区的沃州下设的一个市镇。在行政上属于莫尔日区管辖。巴朗的总面积为8.48平方公里。截至2007年，总人口为414。